# Катастрофа MD-82 под Урумчи
Катастрофа MD-82 под Урумчи — авиационная катастрофа, произошедшая в субботу 13 ноября 1993 года. Авиалайнер McDonnell Douglas MD-82 авиакомпании China Northern Airlines выполнял внутренний рейс CJ6901 по маршруту Шэньян- Пекин- Урумчи, но при посадке в аэропорту Дивопу зацепил провода ЛЭП и рухнул на землю в 2,2 километрах от торца ВПП. Из находящихся на его борту 102 человек (92 пассажиров и 10 членов экипажа) погибли 12.

## Самолёт
MD-82 с регистрационным номером B-2141 (заводской — 49849, серийный — 1772) был выпущен в июне 1991 года Шанхайским авиастроительным заводом по лицензии McDonnell Douglas. Самолёт был передан Главному управлению гражданской авиации КНР, которое 31 декабря 1991 года направило его в China Northern Airlines. На лайнере были установлены два турбовентиляторных двигателя Pratt & Whitney JT8D-217A (сила тяги — 20 тысяч фунтов у каждого).

## Катастрофа
Самолёт выполнял внутренний пассажирский рейс CJ6901 из Шэньяна в Урумчи с промежуточной посадкой в Пекине, а на борту при вылете в Урумчи находились 92 пассажира и 10 членов экипажа. Экипаж выполнял нормальный заход, когда диспетчер указал, что стандартная настройка высотомера 1024 кПа. Однако из-за нарушения фразеологии радиообмена экипаж ошибочно решил, что это настройка дана не по уровню моря, а по уровню аэродрома, после чего командир выставил его на своём высотомере. На самом деле давление уровня аэродрома было 947 кПа, а неверная установка давления на 1024 привела к тому, что левый высотомер теперь начал завышать показания высоты над местностью на 2128 футов (649 метров). Ориентируясь теперь на неверные показания высотомера, экипаж отключил автопилот и начал выполнять снижение в ручном режиме. Выполняя снижение в условиях тумана, пилоты не заметили, как опустились под глиссаду, из-за чего сместился её индикатор на авиагоризонте. Пытаясь определить своё положение по курсо-глиссадной системе, экипаж не обратил внимания на два сигнала от системы опасного сближения с землёй и четыре голосовых предупреждения «PULL UP» (Поднимайся). Когда же пилоты осознали, что они на опасно малой высоте, то сразу включили автопилот, но забыли про автомат тяги. Автопилот перевёл было машину в набор высоты, но так как двигатели не вышли на необходимый режим, это привело к тому, что самолёт только начал терять высоту. Затем низколетящий «Дуглас» врезался в линии электропередач и, потеряв скорость, рухнул на поле в 2,2 километрах от торца полосы. В катастрофе погибли 12 человек: 4 члена экипажа и 8 пассажиров.

## Причины
Катастрофа произошла из-за нескольких факторов:
1. Командир воздушного судна неправильно установил давление на своём высотомере, в результате чего тот начал выдавать завышенные показания.
2. Нестандартная терминология, использованная диспетчером при радиопереговорах, из-за чего экипаж неверно воспринял полученную информацию.
3. Пилоты не среагировали вовремя на предупреждения системы, которая предупреждала об опасном сближении с землёй, а затем предприняли неверные действия по исправлению ситуации.